# عمران‌کندی
عمران‌کندی یکی از روستاهای استان آذربایجان شرقی است که در دهستان نظرکهریزی بخش نظرکهریزی شهرستان هشترود واقع شده‌است.این روستا ۶۱۰نفر جمعیت دارد وحدود ۱۸۹خانوار است.